# Лиссагеррон
Лиссагеррон (англ. Lissagurraun; ирл. Lios an Gharráin) — деревня в Ирландии, находится в графстве Голуэй (провинция Коннахт).
Население — 24 человека (по приближённой оценке).